# David Levy Yulee

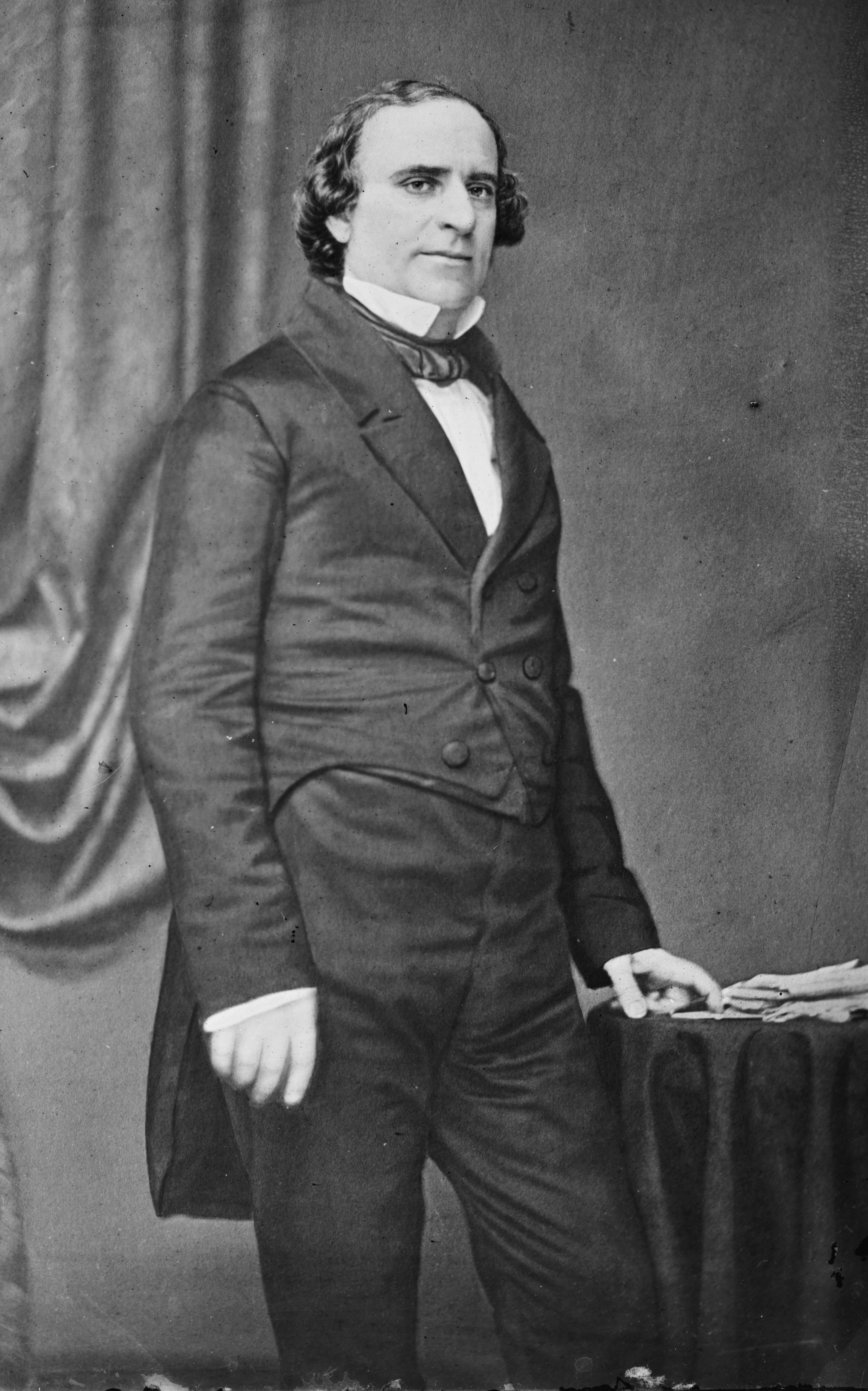
David Levy Yulee

David Levy Yulee (* 12. Juni 1810 in Charlotte Amalie, Dänisch-Westindien; † 10. Oktober 1886 in New York City, New York) war ein US-amerikanischer Politiker der Demokratischen Partei. Von 1845 bis 1851 und von 1855 bis 1861 saß er für den US-Bundesstaat Florida im US-Senat.

## Frühes Leben und Familie
Yulee war Sohn marokkanisch-jüdischen Vaters und einer sephardischen jüdischen Mutter mit niederländischen und englischen Vorfahren. Die Familie wanderte recht bald von Yules Geburtsort, den heutigen Amerikanischen Jungferninseln, in die Vereinigten Staaten aus. Sie ließen sich in der Nähe von Jacksonville in Florida nieder, wo Yulees Vater eine Farm kaufte und fortan bewirtschaftete. Seine Eltern schickten ihn nach Norfolk im Bundesstaat Virginia, um dort die Schule zu besuchen. Nach seiner Rückkehr aus Norfolk studierte Yulee Jura in St. Augustine.
1846 heiratete der gläubige Jude die Christin Nannie C. Wickliffe, die Tochter des Gouverneurs von Kentucky, Charles A. Wickliffe. Gemeinsam hatten beide drei Kinder, die im christlichen Glauben erzogen wurden.

## Karriere
Nachdem er das Jurastudium beendet hatte, eröffnete er eine eigene Kanzlei in St. Augustine. 1841 trat er dann politisch in Erscheinung. In diesem Jahr wurde er als Delegierter des Florida-Territoriums in den Kongress der Vereinigten Staaten gewählt. Dort saß er bis 1845, als Florida als Bundesstaat in die Vereinigten Staaten aufgenommen wurde.
Nach der Aufnahme Floridas als Bundesstaat wurde Yulee 1845 als Senator in den US-Senat entsandt. Er war der erste Jude, der im Senat saß. Bei der Wiederwahl 1850 konnte er sich nicht gegen Stephen Russell Mallory senior durchsetzen und schied wieder aus dem Senat aus.
Yulee zog sich wieder nach Florida zurück. Er versuchte sich recht erfolgreich im Anbau von Zuckerrohr. Seine Farm wurde im Sezessionskrieg zerstört und ist heute als Yulee Sugar Mill Ruins State Historic Site erhalten.
Während Yulee mit seiner Familie in Fernandina Beach lebte, plante er den Bau einer Eisenbahnstrecke durch Florida. Ab 1853 war er CEO der Florida Railroad. Während dieser Zeit baute man auf Yulees Initiative eine Bahnstrecke von Fernandina Beach nach Cedar Key. Kurz vor Beginn des Sezessionskrieges rollte der erste Zug auf dieser Strecke.
1855 gelang ihm der erneute Einzug in den US-Senat. Dort vertrat er Florida bis 1861, als sich Florida von den Vereinigten Staaten lossagte und stattdessen den Konföderierten Staaten anschloss. Yulee zog in den Konföderiertenkongress ein. Nach dem Ende des Krieges wurde Yulee 9 Monate in Haft genommen, weil er sich an der Legislative der Konföderierten beteiligt hatte.
Während der Reconstruction engagierte sich Yulee weiter im Eisenbahnbau. Aufgrund seiner Verdienste wird er bis heute als Vater der Eisenbahn in Florida bezeichnet.
1880 verkaufte Yulee die Florida Railroad und zog mit seiner Ehefrau nach Washington, D.C., wo Verwandtschaft von ihr lebte. 1886 starb er während einer Reise nach New York City. Er wurde auf dem Oak Hill Cemetery in der Hauptstadt beigesetzt.
Nach seinem Tod wurden das Levy County und der Ort Yulee in Florida nach ihm benannt.